# Rafaela Bezanilla

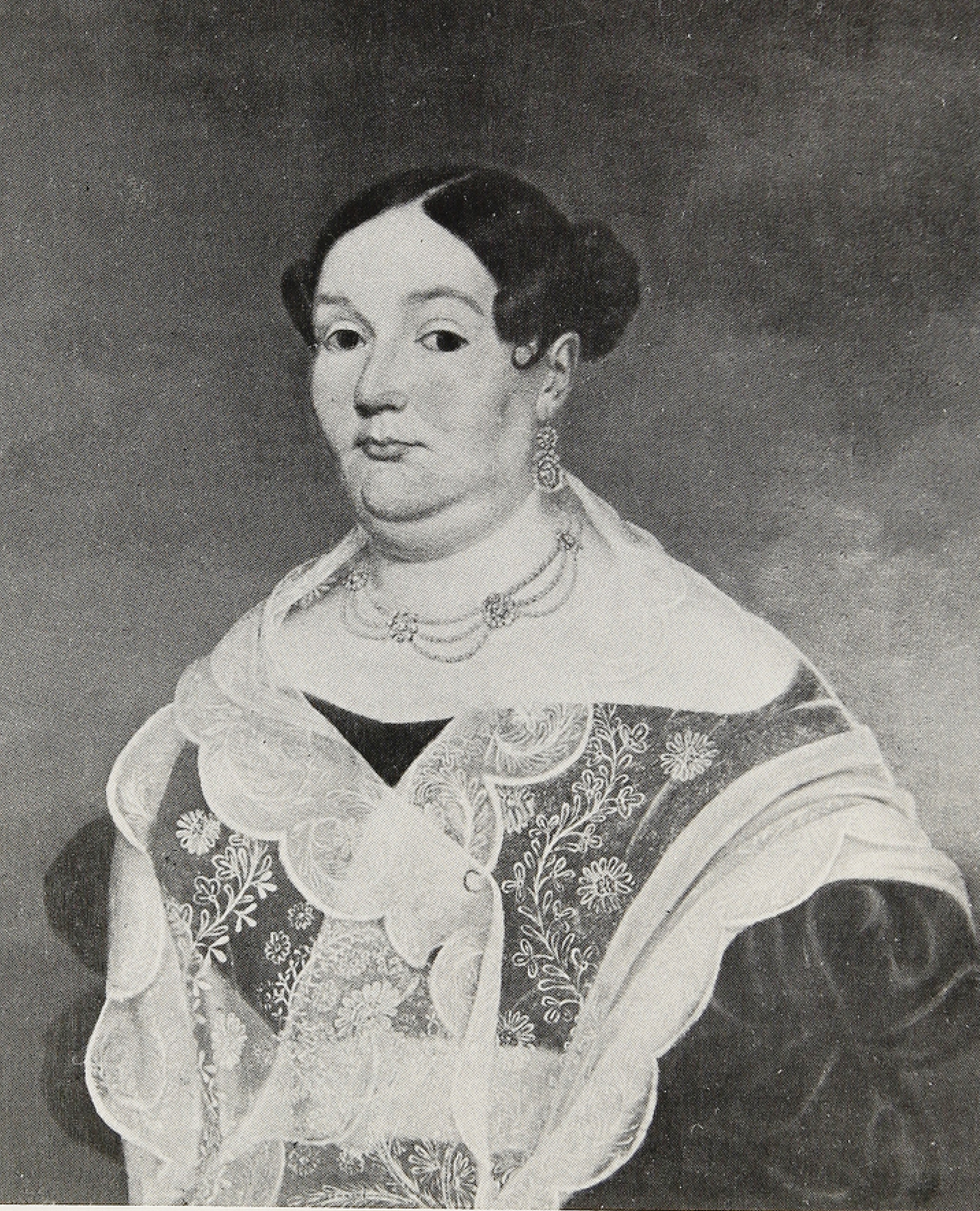
Rafaela Bezanilla Bezanilla.

Rafaela Bezanilla Bezanilla (1797 - 7 de maio de 1855) foi a primeira-dama do Chile entre 1829-1830 e 1830-1831.

## História
Em 3 de abril de 1812 casou-se com seu sobrinho José Tomás Ovalle Bezanilla, na paróquia El Sagrario, em Santiago. Curiosamente, ela também era filha de tio e sobrinha, Francisco de Bezanilla y Bárcena e Juana de Bezanilla y Abós-Padilla. A família Bezanilla do Chile é descendente de Tirso de Bezanilla, senhor da casa solar de Bezanilla, em Presanes, Montanhas de Burgos, Espanha.
Entre alguns dos filhos deste casal encontram-se Francisco Javier Ovalle, Ministro da Justiça de Manuel Montt, e Manuel José Ovalle, conhecido pelo apelido de" O Pequeno Príncipe".
José Tomás Ovalle governou como Presidente do Chile, de 24 de dezembro de 1829 até o dia 18 de fevereiro de 1830 e, desde 1 de abril de 1830 até o dia 8 de março de 1831.
Com a morte repentina de seu marido, Rafaela Bezanilla se dedicou a manter a lembrança deste, gerindo o nome de uma pequena aldeia do Norte Chico, hoje conhecida como Ovalle. Deu-lhe o nome da rua Bezanilla na comuna de Independencia. Rafaela Bezanilla Bezanilla faleceu em 7 de maio de 1855. Seu túmulo está no Cemitério Geral de Santiago.